# Mascarenotettix retinens
Mascarenotettix retinens är en insektsart som först beskrevs av Melichar 1951.  Mascarenotettix retinens ingår i släktet Mascarenotettix och familjen dvärgstritar. Inga underarter finns listade i Catalogue of Life.